# Instrument de musique médiévale

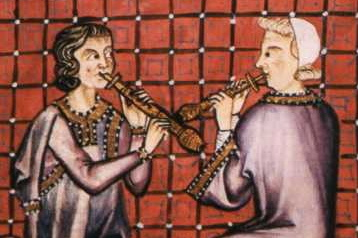
Joueurs de musette (enluminure tirée des Cantigas de Santa Maria)

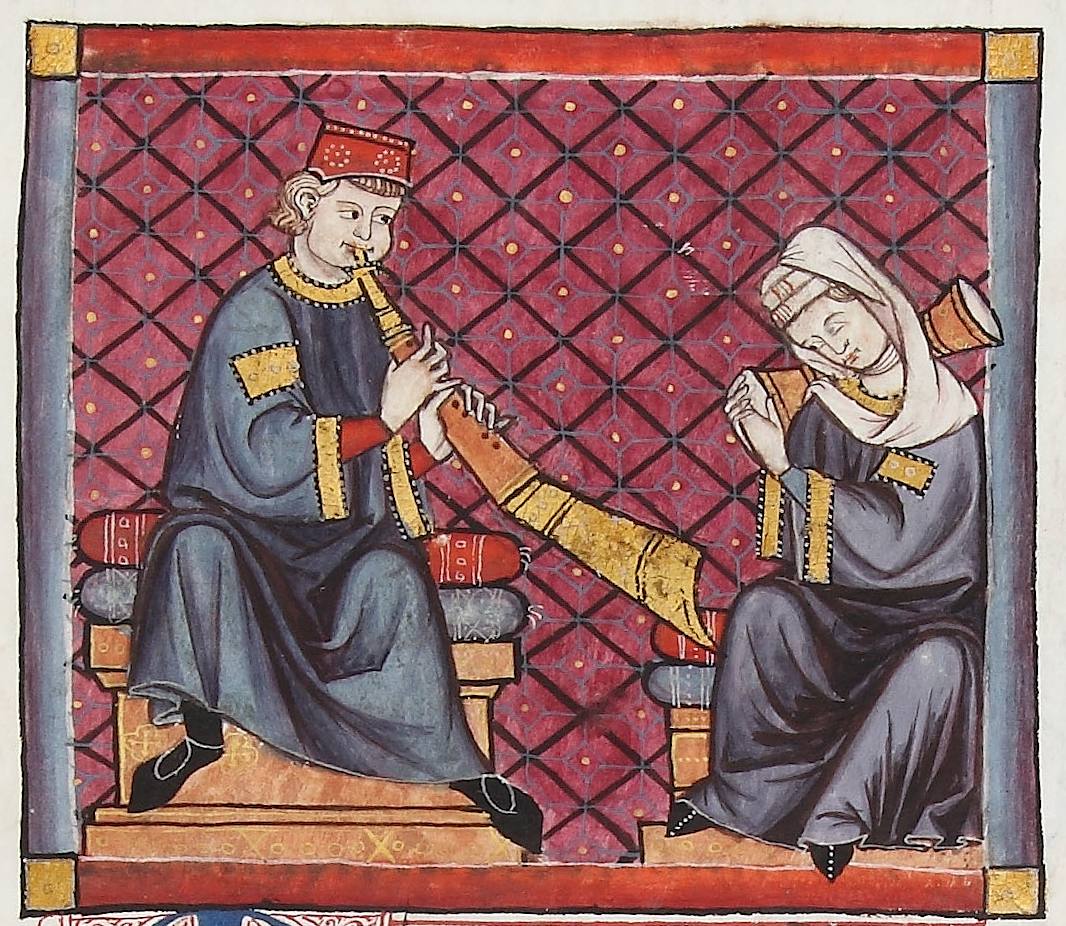
Joueur de chalemie (Cantigas de Santa Maria)

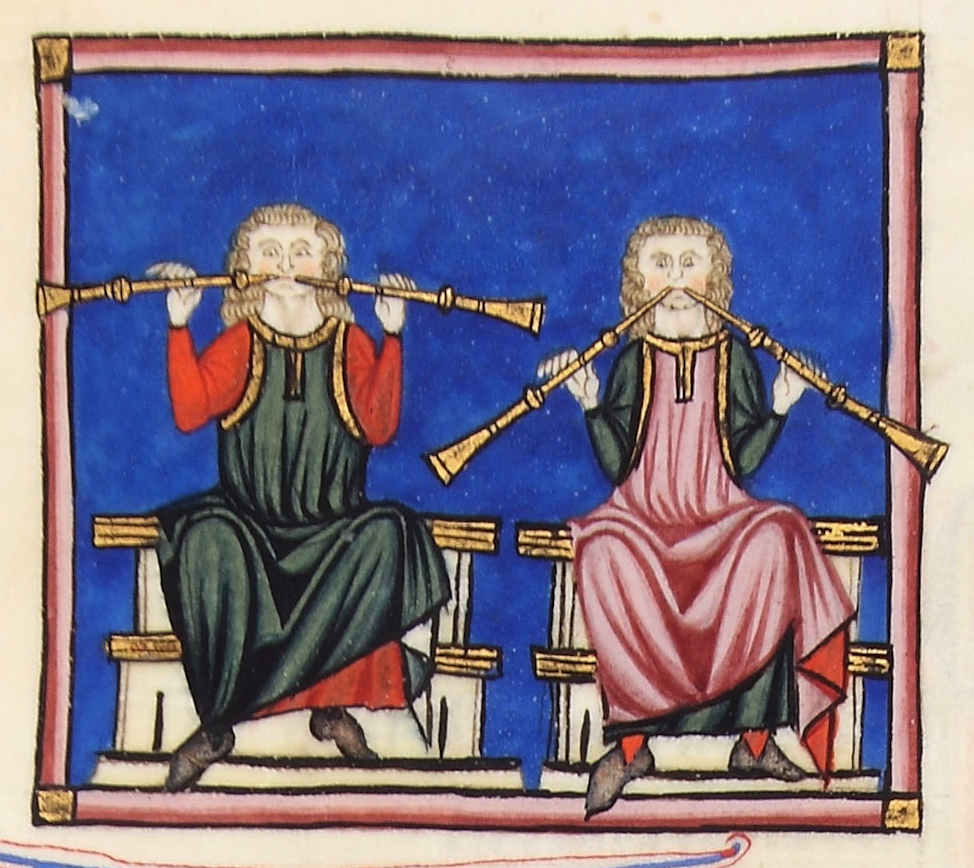
Joueurs de chalemie double (Cantigas de Santa Maria

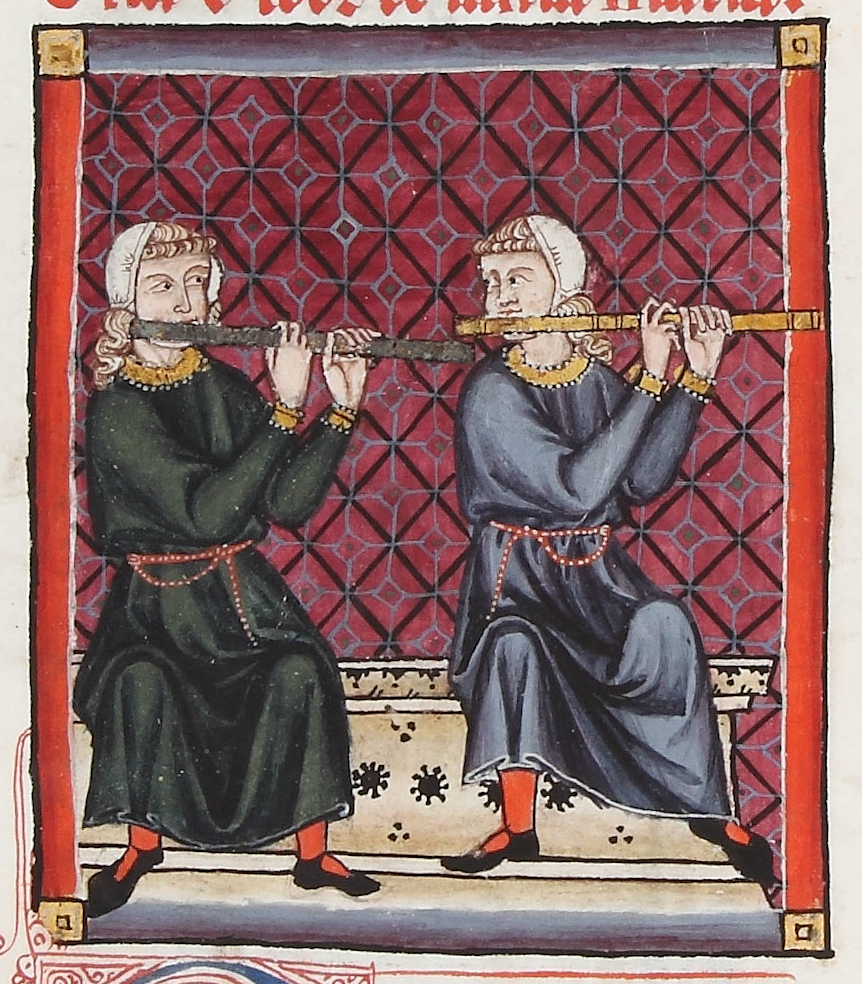
Joueurs de flûte traversière (Cantigas de Santa Maria)

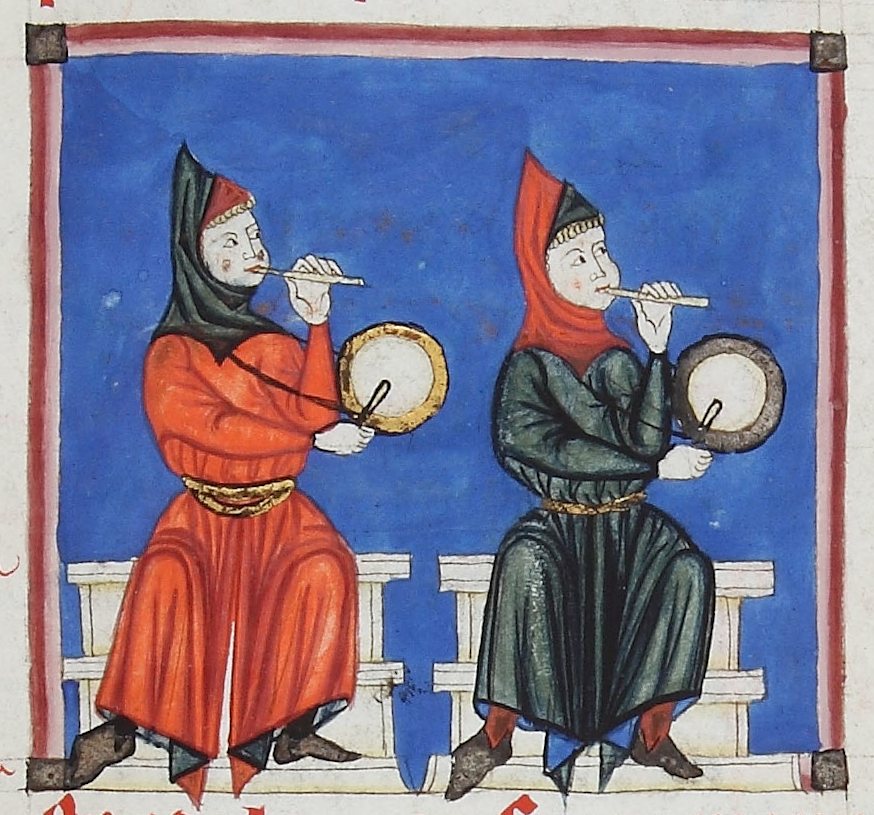
Joueurs de galoubet et de tabor (Cantigas de Santa Maria)

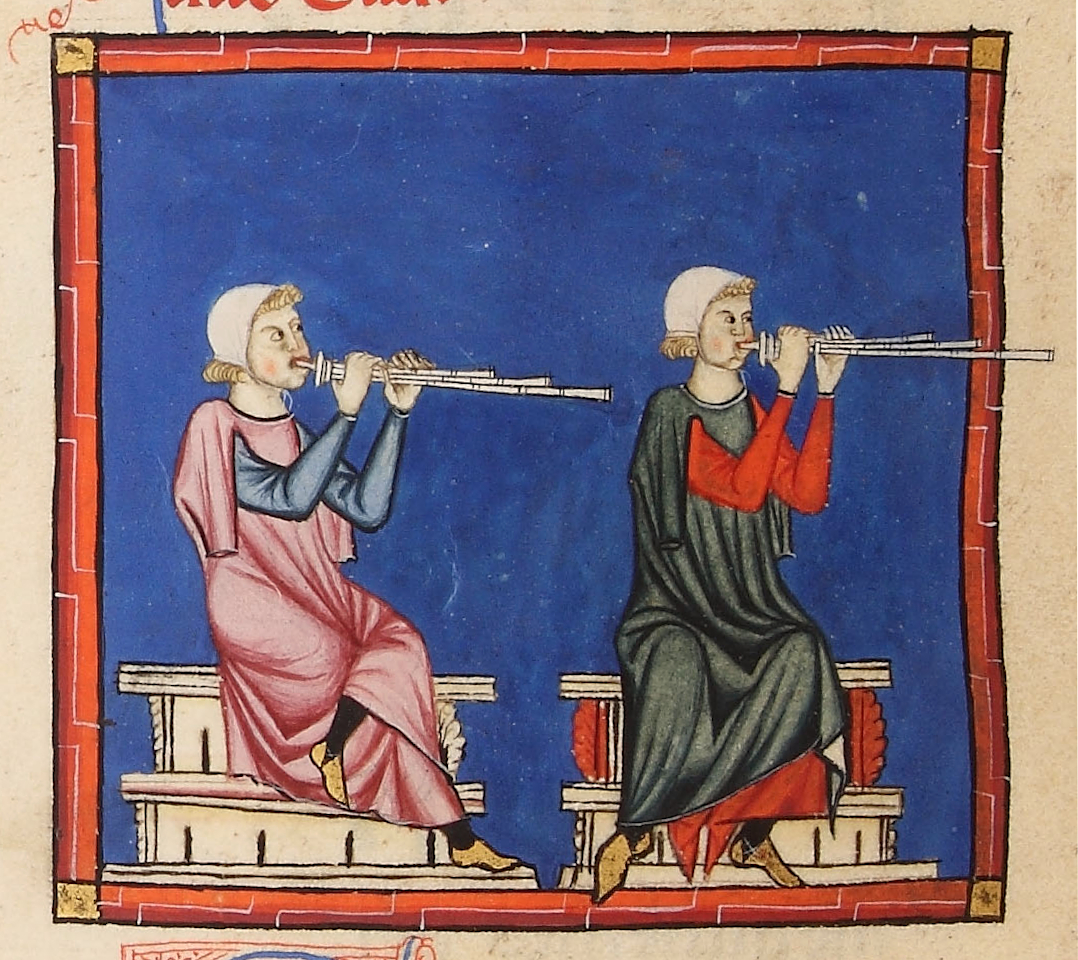
Joueurs d'instruments apparentés au launeddas de Sardaigne.Cantigas de Santa Maria)

Un instrument de musique médiévale fait partie de l'instrumentarium utilisé pour la pratique musicale du Xe siècle au XIVe siècle qui correspond à la période de la musique médiévale. Chaque instrument est développé pour satisfaire à la pratique de la musique profane telle qu'elle était jouée par les jongleurs et les ménestrels. La musique religieuse étant principalement vocale, peu d'instruments  en dehors de l'orgue sont employés dans les églises.
Les instruments de musique en usage durant le Moyen Âge sont de plusieurs ordres. On distingue dans  l'instrumentarium médiéval, les « hauts » et les « bas » instruments, définis selon leurs emplois et leurs sonorités : hauts instruments pour le plein air comme les tambours, les cornemuses, les trompettes, etc. et bas instruments pour la musique d'intérieur, luth, vièle, guiterne, etc.
Plusieurs romans médiévaux, comme ceux de Chrétien de Troyes ou de Guillaume de Machaut, décrivent des pratiques instrumentales dans les cours ou dans les fêtes. L'iconographie, à travers les manuscrits ou les sculptures, donne aussi des indications sur la nature des instruments joués à l'époque, particulièrement le manuscrit des Cantigas de Santa Maria avec ses 427 chansons illustrées de représentations en couleurs de musiciens jouant une grande variété d'instruments de musique. Peu d'instruments médiévaux ont été conservés, un exemplaire d'une citole dite la citole de Warwick-Castel est conservée au British Museum datant de 1340 environ. Au XXe siècle, à partir de ces sources, des facteurs ont reconstitué la plupart de ces instruments pour des ensembles interprétant la musique médiévale.

## Type d'instruments
La classification hauts et bas instruments  décrit la puissance (forte ou douce, de plein air ou d'intérieur) et non le registre (aigu ou grave). Cette classification perdurera jusqu'à l'époque baroque.

### Hauts instruments
- le bendir
- la chalemie
- le tambour
- le tambourin
- le chalumeau
- la cornemuse
- le cornet à bouquin
- la sacqueboute
- la vesse, veze ou veuze
- le cromorne
- la trompette marine

### Bas instruments
- la chifonie ou symphonie, version médiévale de la vielle à roue joué par deux instrumentistes.
- la citole
- le crwth ou le crouth
- la flûte à bec
- la flûte double
- le frestel
- la guiterne
- la harpe
- le luth
- la lyre
- le psaltérion
- le rebec
- la viole
- la vièle à archet
- la guitare

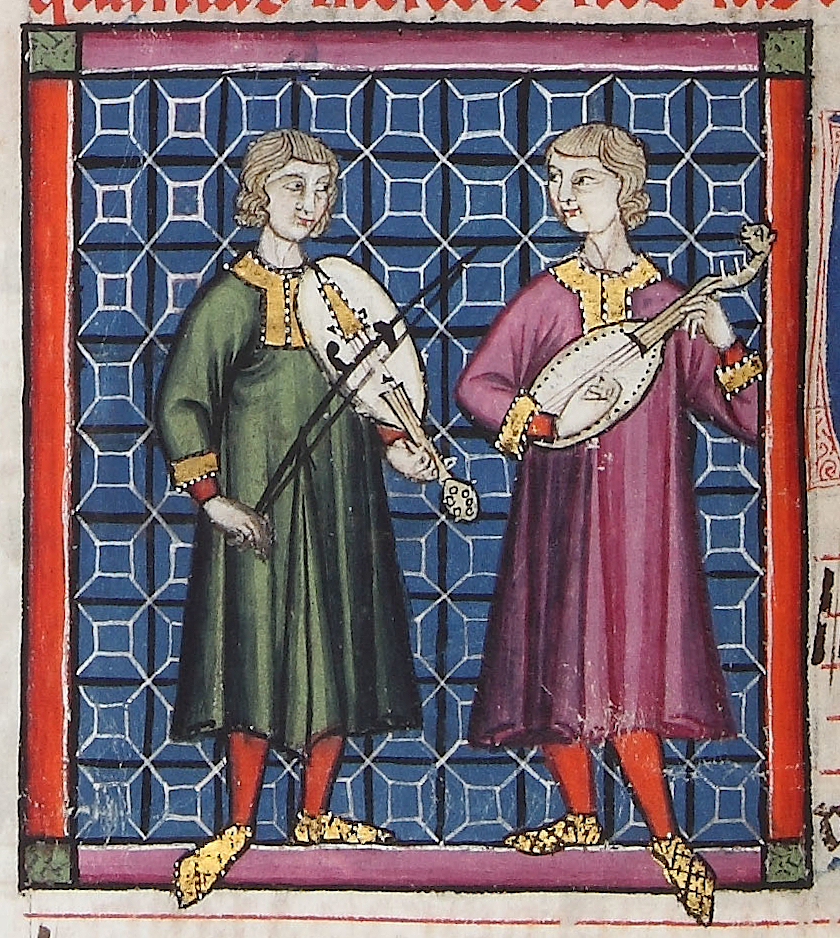
Extrait des Cantigas de Santa Maria.
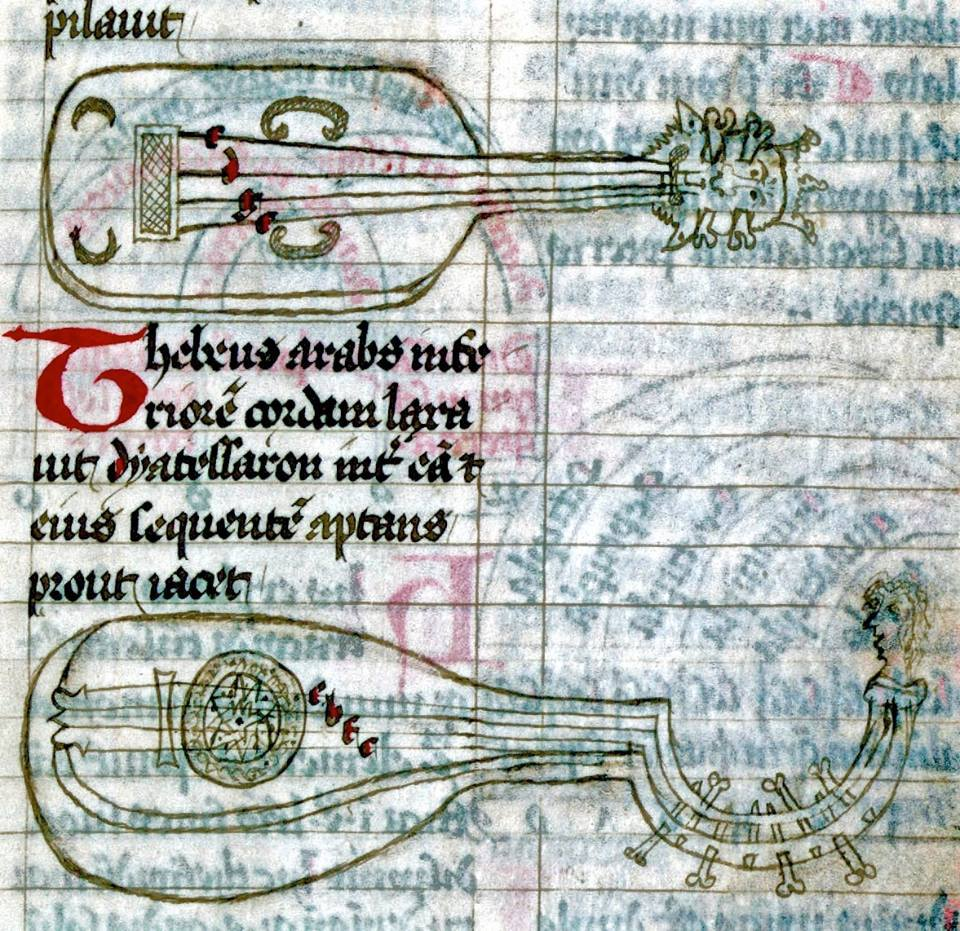
Enluminure issue de The Berkeley Manuscript (vers 1360). Bibliothèque de musique de l'Université de Californie, MS. 744.
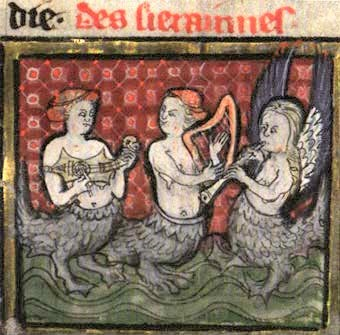
Extrait de Li livres dou tresor de Brunetto Latini : sirènes jouant de la citole, de la harpe et de la chalemie.
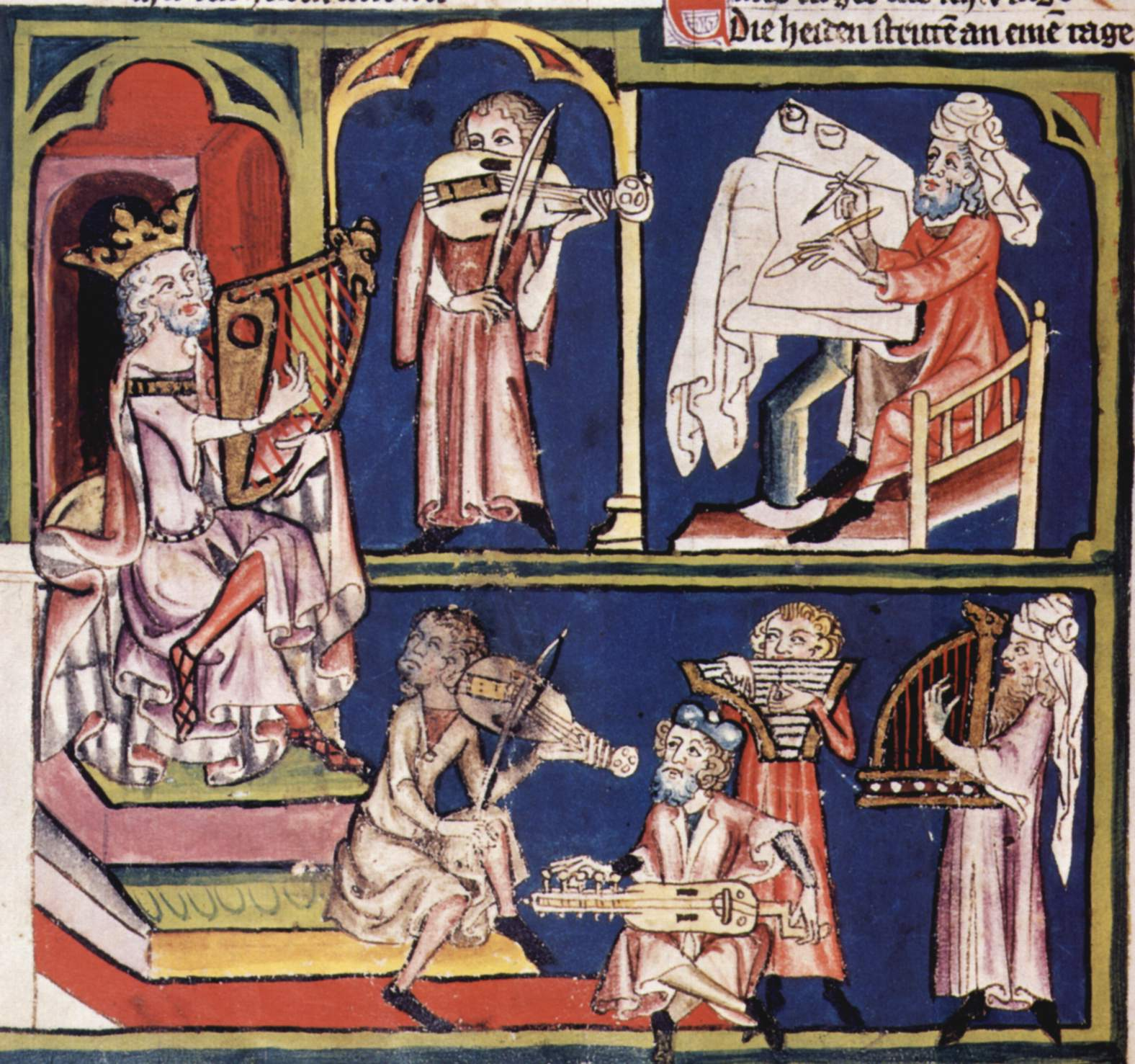
Extrait du Weltenchronik des Rudolf von Ems.
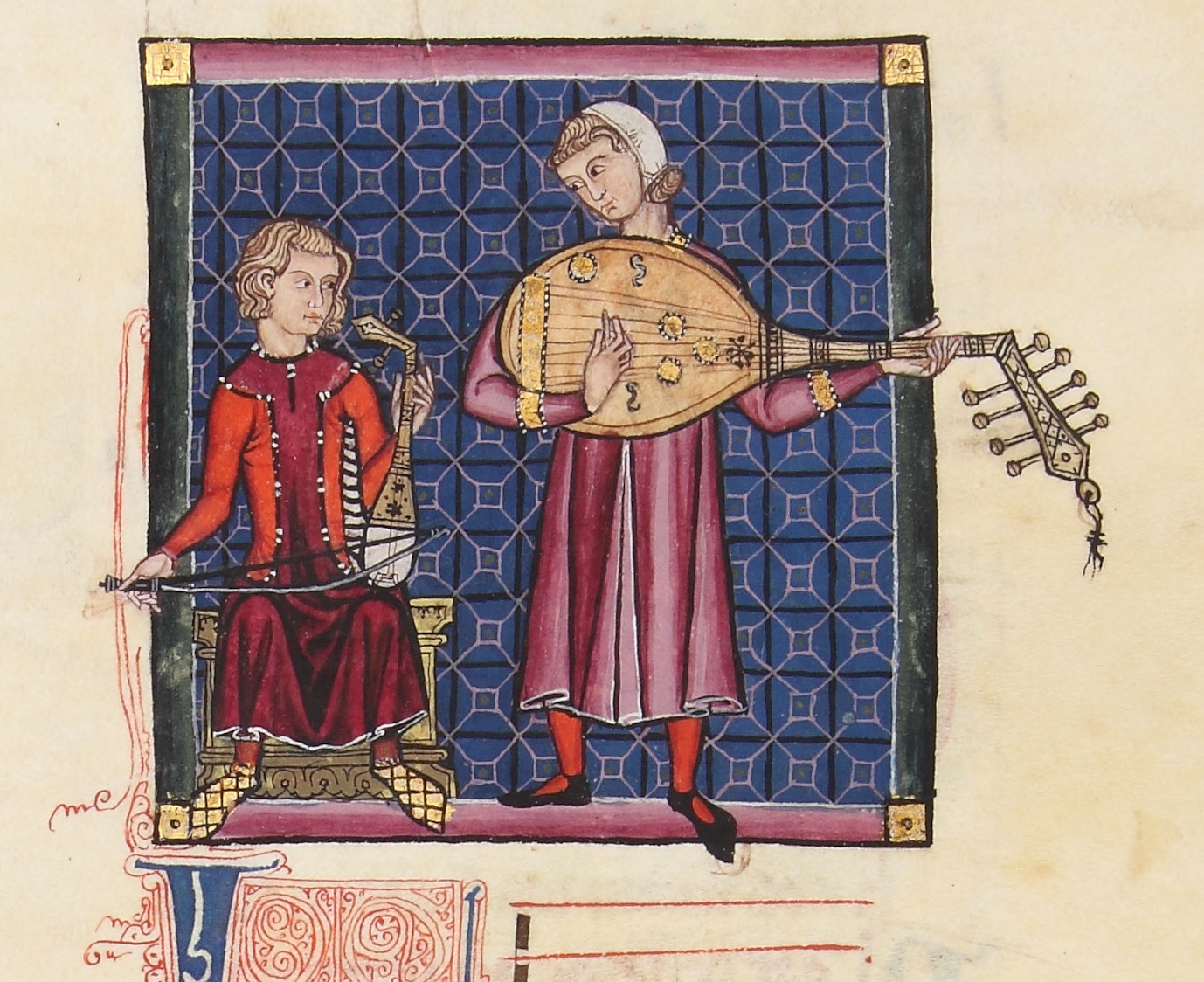
Extrait de Cantigas de Santa Maria.